# Gospodarska komisija PZS
Gospodarska komisija (GK PZS) strokovno koordinacijsko telo pri Planinski zvezi SLovenije, odgovorno za področje gospodarjenja in upravljanja planinskih objektov.
Naloge Komisije so naslednje:
- Izvajanje projekta za pridobitev znaka »Okolju prijazna planinska koča«
- Izvajanje projekta za pridobitev certifikata »Družinam prijazna planinska koča«
- Izvedba »info ture« za oskrbnike/najemnike koč na izbranem območju
- Izvedba redne letne konference o planinskem gospodarstvu
- Izvedba Zbora gospodarjev
- Izvedba usposabljanja za oskrbnike planinskih koč

V okviru Komisije deluje tudi Svetovalna pisarna, kjer lahko posamezna planinska društva dobijo informacije in navodila glede gradenj čistilnih naprav in ekoloških obnov planinskih koč.
V sklopu Komisije se izvaja tudi vzorčenje odpadnih vod iz čistilnih naprav na planinskih kočah in svetovanje lastnikom glede izboljšanja delovanja ČN.
Gospodarska komisija vodi tudi razgovore na pristojnih ministrstvih v zvezi s pripravo razpisov za sofinanciranje gradenj čistilnih naprav in ekoloških sanacij planinskih koč.
Gospodarska komisija vodi register planinskih koč.
V sklopu Komisije koordinirajo mreženje koč in skupni marketing koč ter pripravljajo rezervacijski sistem. Skrbijo za poenotenje standardov glede ponudbe v kočah (hrana, namestitev, ...), skrbijo in kontrolirajo posege v gorski prostor, svetujejo glede arhitekture in prostorskih posegov.
Predstavnik Gospodarske komisije pa tudi sodeluje v Komisiji za koče in poti pri CAA.

## Zunanji viri
- Planinska zveza Slovenije